# Flughafen Beja

i7
i11
i13
Der Flughafen Beja (port.: Aeroporto de Beja, IATA-Code: BYJ, ICAO-Code: LPBJ) ist ein seit 15. April 2011 zivil mitgenutzter Militärflugplatz der portugiesischen Luftstreitkräfte Força Aérea Portuguesa (FAP), die ihn als Base Aérea Nº11 (BA11) bzw. Base Aérea de Beja bezeichnet. Er liegt nordwestlich von Beja und wird hauptsächlich zum Flugtraining genutzt. Errichtet wurde er jedoch in den 1960er Jahren von der deutschen Luftwaffe.
Im Notfall wäre Beja früher auch als Notlandeplatz der US-amerikanischen Raumfähren in Frage gekommen.

## Geschichte
Der Militärflugplatz Beja wurde am 21. Oktober 1964 eröffnet. Er war aufgrund des begrenzten Luftraums und ungünstigerer Witterungsbedingungen in Deutschland als Flugschulzentrum der westdeutschen Luftwaffe entstanden. Die Luftwaffe nutzte Beja in den folgenden Jahrzehnten insbesondere zum Waffentraining. Im Jahre 1993 endete die Nutzung durch die Luftwaffe.
Die portugiesischen Luftstreitkräfte begannen Beja ab 1987 zu Trainingszwecken zu nutzen und verlegten hierzu die bis dato in Montijo beheimatete 103. Staffel nach Beja. Diese war zu diesem Zeitpunkt mit Lockheed T-33 und Northrop T-38 ausgerüstet. Erstere wurden jedoch bis 1991 außer Dienst gestellt.
Parallel zur Übernahme der deutschen Alpha Jets (siehe unten) wurden die T-38A im Juni 1993 außer Dienst gestellt. Im November desselben Jahres verlegte die mit Alouette III ausgerüstete 552. Staffel, die zuvor auf der Base Aérea Nº3 (BA3) in Tancos stationiert war, nach Beja. Ebenfalls ab lagen hier auch noch die TB 30 der 101. Staffel, die 2009 nach Sintra verlegt wurden.
Im November 2008 wurde die 601. Staffel, die zuvor in Montijo lag, mit ihren P-3C Orion nach Beja verlegt und im Juni 2015 war Beja Basis für das European Air Transport Training des European Air Transport Commands.
Eine zivile Mitbenutzung wurde durch den Bau eines Abfertigungsgebäudes im Jahre 2011 möglich; die Idee dahinter war die Aufnahme in das Flugnetz von Billigfluggesellschaften. Der Eröffnungsflug fand am 13. April 2011 statt, Ziel war Praia auf den Kapverdischen Inseln. Nach einigen Flügen zu Werbezwecken im Jahr 2011 nahm jedoch keine Fluggesellschaft Beja in ihr Streckennetz auf.
Im Laufe der Zeit wurde die Anzahl der betriebenen Alpha Jets schrittweise reduziert und mit der Außerdienststellung der letzten Alpha Jets 2018 wurde auch die Esquadra 103 deaktiviert. Die Staffel unterhielt zeitweise auch ein Kunstflugteam, die Asas de Portugal.
Im Jahr 2019 begann die Modernisierung des Helikopterbestands der Esquadra 552, als im Februar die ersten Hubschrauber des Typs AW119 Mk.II in Portugal eintrafen. Der letzte Flug einer Alouette III fand 16 Monate später im Juni 2020 statt.
Im selben Monat begann auch die Rückverlegung der nach wie vor mit TB 30 ausgerüsteten 101. Staffel von Sintra nach Beja.
Im Hinblick auf die geplante Stationierung der bestellten Embraer C-390 Millennium der neu aufzustellenden Esquadra 506 wurde die militärische Infrastruktur ab 2022 erweitert. Die erste C-390 wurde 2023 in Dienst gestellt.

## Beja und die Luftwaffe
Der Flugplatz Beja entstand innerhalb von fünf Jahren und kostete damals über 140 Millionen DM. Der Plan sah vor, Beja insbesondere als militärisches Flugschulzentrum zu nutzen. Hierzu gehörte auch die Umschulung auf die damals in der Beschaffung stehenden F-104 Starfighter. Daneben sollte ein logistisches Zentrum bzw. Ersatzteillager für alle damaligen Luftfahrzeugtypen entstehen und sowohl Kampfjets als auch Transporter gewartet werden. Wegen Geldmangels, geändertem Verteidigungskonzepts und Nichtberücksichtigung von die Nutzung einschränkenden Faktoren konnte er diese Rolle jedoch nie voll erfüllen.
Die Idee der Etablierung des Flugzentrums fiel in die Amtszeit von Franz Josef Strauß als Bundesverteidigungsminister. Dieses sollte ursprünglich in Spanien entstehen.
Es wurde versäumt, sich von Spanien rechtzeitig vertraglich ein generelles Überflugrecht zusichern zu lassen. So musste später jeder Flug 14 Tage vorher einzeln angemeldet werden, und es bestand das Risiko, dass Spanien Überflüge im Konfliktfall nicht genehmigen würde. Nach dem Austritt Frankreichs aus der militärischen Struktur der NATO waren darüber hinaus auch die Überflugrechte über Frankreich nicht mehr garantiert. Trotzdem wurde der Ausbau fortgesetzt. Hierzu zählten unter anderem zwei 4000 bzw. 3200 m lange Start- und Landebahnen, drei transportflugzeugtaugliche Wartungshangars sowie ein Komplex für die Starfighter-Wartung.
Aufgrund der neuen NATO-Strategie der „Flexible Response“ anstelle der „massiven Vergeltung“ war eine Dislozierung der Kräfte weit entfernt vom potentiellen Hauptkriegsschauplatz Mitteleuropa nicht mehr zeitgemäß. Die neue Strategie erforderte die Verfügbarkeit aller Streitkräfte in der Bundesrepublik.
Darüber hinaus kam es zu Budgetproblemen im Verteidigungshaushalt. Auch um US-amerikanischen Devisenforderungen nachzukommen, sah sich die Bundesregierung gezwungen, die komplette Kampfpiloten-Ausbildung von der Grundschulung bis zur Umschulung auf das Einsatzmuster (damals die F-104 und später die F-4) in die Vereinigten Staaten zu verlegen. Dort findet die Grundausbildung nach wie vor statt. Die Ausbildung auf Einsatzmuster wurde inzwischen nach Deutschland verlegt.
Zu einer Revision der deutschen Pläne für Beja kam es aber erst während der Großen Koalition. Noch nicht begonnene Bauten wurden gestrichen und der Innenausbau der F-104 Wartungs-Halle (von Soldaten auch scherzhaft als „FJS-Gedächtnishalle“ bezeichnet) erfolgte nicht mehr. Alternative Nutzungen wurden erwogen, waren aber letztendlich nicht von Erfolg gekrönt.
In Beja wurden einige Kampfflugzeuge zunächst des Typs Fiat G.91 und später des Alpha Jets stationiert, die dem Deutschen Luftwaffenkommando Beja – so der Name bis 1984, ab März 1984 wurde es das Taktische Ausbildungskommando in Portugal – unterstellt wurden. Der dünn besiedelte Alentejo bot sich insbesondere für Tiefflüge für Alpha Jet und der zweimal wöchentlichen Versorgungs-Transall an. Außerdem wurde der Bombenabwurf in Alverca trainiert. Zusätzlich waren zwei- bis dreimal im Jahr Trainingskommandos der Deutschen Jagdbombergeschwader anwesend. Zuletzt sah der Vertrag 4000 Flugstunden vor.
Im Vorfeld des Auslaufens des Nutzungsvertrages drängte die portugiesische Regierung 1989 die deutsche Bundesregierung, ihr 50 der von der Luftwaffe zur Außerdienststellung vorgesehenen Alpha Jets kostenlos zu überlassen. Portugal erhielt die gewünschten Alpha Jets; mit deren Außerdienststellung durch die Luftwaffe entfiel jedoch auch der Bedarf der weiteren Nutzung Bejas durch die Deutschen, so dass 1993 die Luftwaffe die seit 1986 als Taktisches Ausbildungskommando der Luftwaffe in Portugal bezeichnete Einheit auflöste und aus Portugal abzog.

## Militärische Nutzung

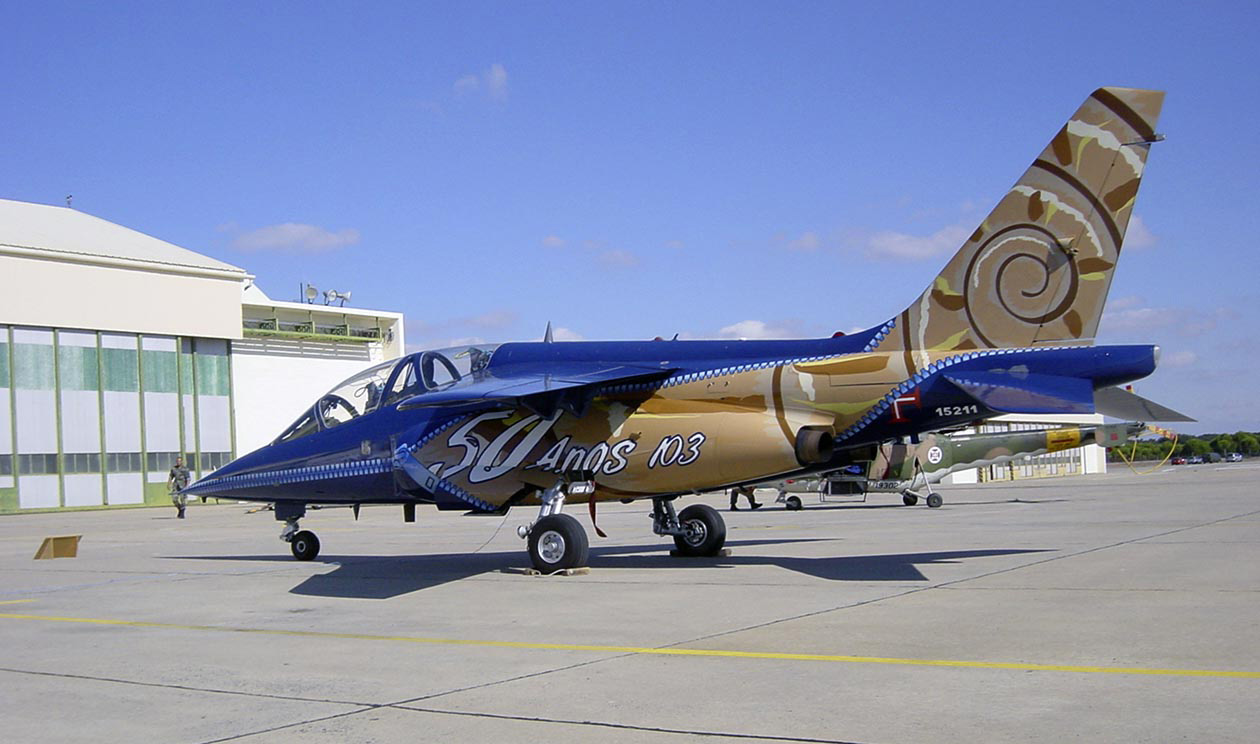
Alpha Jet in Sonderbemalung zum 50. Geburtstag der Esquadra 103 (Luftwaffe ex 40+37), dahinter eine Alouette III, 2005

Die Basis wird zurzeit (2023) wie folgt genutzt:
- Esquadra 101, seit 2020, ausgerüstet mit TB 30 Übungsflugzeugen
- Esquadra 506, seit 2023, ausgerüstet mit KC-390 Transportern
- Esquadra 552, ausgerüstet seit 2019 mit AW119 Mk.II Hubschraubern
- Esquadra 601, seit 2008, ausgerüstet mit P-3C Orion Patrouillenflugzeugen.

## Zivile Nutzung

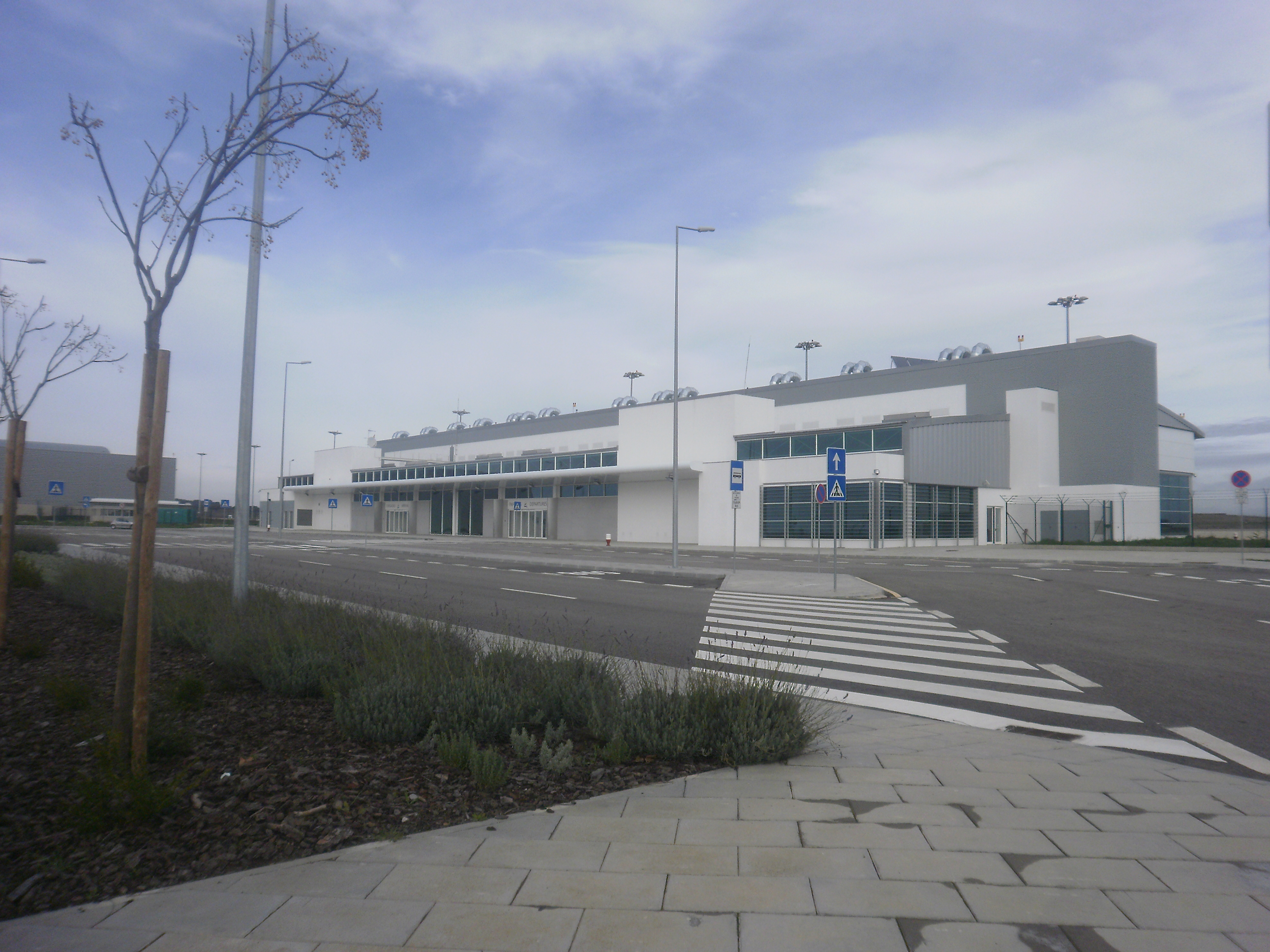
Abfertigungsgebäude, 2010

Der zivile Teil des Flughafens wurde für 33 Millionen Euro errichtet und 2011 eröffnet. Seither wird er nur für Charterflüge genutzt, darunter Flüge im Rahmen des Jagdtourismus der Region. Die Charterfluggesellschaft Hi Fly benutzt ihn als technische Basis. Die Zahlen der abgefertigten Flüge blieben weit hinter den Erwartungen zurück. So wurden im ersten Jahr lediglich 104 Flüge mit 2.568 Passagieren abgefertigt. Zwischenzeitliche Gespräche zu Vereinbarungen über regelmäßige Flugverbindungen, insbesondere mit der kapverdischen Fluggesellschaft TACV und der Billigfluggesellschaft Ryanair, waren ergebnislos geblieben. Als Gründe wurden von der Presse zumeist zu hohe Gebühren des Flughafens genannt. Im Jahr 2023 wurden etwa 5000 Passagiere abgefertigt.

## Verkehrszahlen
| Jahr | Fluggastaufkommen | Fluggastaufkommen | Kommerzielle Flugbewegungen | Kommerzielle Flugbewegungen |
| ---- | ----------------- | ----------------- | --------------------------- | --------------------------- |
| 2023 | 4.964             | +417,6 %          | 343                         | +103,0 %                    |
| 2022 | 959               | +183,7 %          | 169                         | 00+5,6 %                    |
| 2021 | 338               | 0+43,8 %          | 160                         | 0+90,5 %                    |
| 2020 | 235               | 0–69,5 %          | 84                          | 00–8,7 %                    |
| 2019 | 770               | 0–84,9 %          | 92                          | 0–19,3 %                    |
| 2018 | 5.096             | +337,0 %          | 114                         | +171,4 %                    |
| 2017 | 1.166             | +350,2 %          | 42                          | 0+23,5 %                    |
| 2016 | 259               | 0+11,2 %          | 34                          | 0–10,5 %                    |
| 2015 | 233               | 0–73,4 %          | 38                          | 0–53,1 %                    |
| 2014 | 877               | 0–62,2 %          | 81                          | 0+17,4 %                    |
| 2013 | 2.319             | +205,0 %          | 69                          | +146,4 %                    |
| 2012 | 1.925             | 1.925             | 28                          | 28                          |